# 増子輝彦
増子 輝彦（ましこ てるひこ、1947年10月8日 - ）は、日本の政治家。
福島県議会議員（1期）、参議院議員（3期）、衆議院議員（3期）、自由民主党青年局長、経済産業副大臣（鳩山由紀夫内閣・菅直人内閣）、参議院東日本大震災復興特別委員長、裁判官弾劾裁判所裁判長、参議院経済産業委員長、民主党副代表、民主党福島県連代表、参議院国土交通委員長、民進党幹事長（第4代）、旧国民民主党幹事長代行、ユナイテッド・パワー株式会社監査役を歴任。

## 経歴

### 生い立ち
福島県郡山市生まれ。福島県立安積高等学校、早稲田大学商学部卒業。早稲田大学在学中はスキー同好会に所属。

### 福島県議会
大学卒業後、石原幹市郎参議院議員の秘書を経て、1983年に福島県議会議員に初当選した。県議時代は自由民主党に所属していたが、その後離党。1986年、福島県議会議員を任期途中で辞職し、第38回衆議院議員総選挙で旧福島1区（定数4）から無所属で出馬したが、得票数6位で落選。なお、かつて仕えた石原幹市郎の長男である石原健太郎も新自由クラブ公認で出馬し、7位で落選している。

### 衆議院
1990年、第39回衆議院議員総選挙に再び旧福島1区から無所属で出馬し、得票数トップで初当選した。選挙後、自民党に追加公認される。1993年の第40回衆議院議員総選挙には自民党公認で旧福島1区から出馬し、金子徳之介、根本匠に次ぐ3位で再選。1994年、自民党を離党。元農林水産大臣の鹿野道彦を党首に担ぎ新党みらいの結党に参加した後、新進党に合流。1996年の第41回衆議院議員総選挙には新進党公認で福島2区から出馬したが、自民党の根本匠に敗れ、落選。その後、国民の声、民政党を経て民主党に入党し、2000年の第42回衆議院議員総選挙には民主党公認で福島2区から出馬するも、再び根本に敗北し落選。2003年の第43回衆議院議員総選挙では根本に3度目の敗北を喫したが、重複立候補していた比例東北ブロックで復活し、7年ぶりに国政に復帰した。しかし2005年の第44回衆議院議員総選挙では、福島2区で根本に敗れ、比例復活も叶わず落選した。

### 参議院

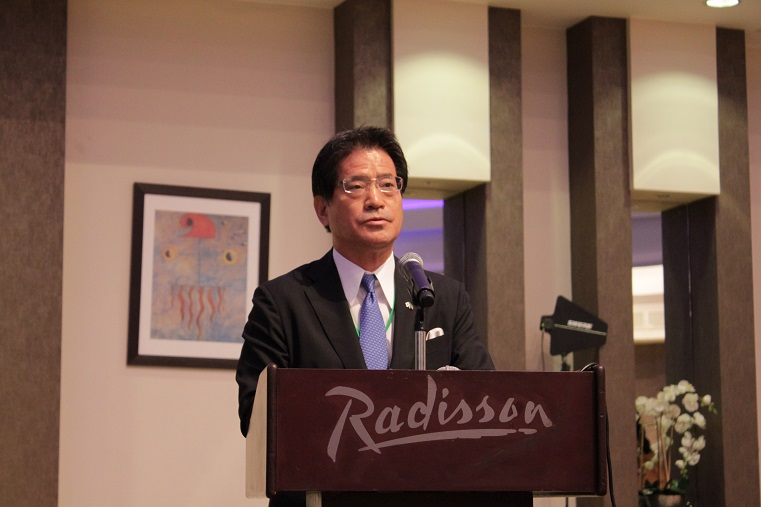
2014年9月、ルサカ州ルサカ市にて「国家開発枠組みと人口問題の統合――アジア・アフリカ国会議員能力強化プロジェクト PartIII」に出席

2007年、民主党所属の佐藤雄平参議院議員が福島県知事選挙に出馬するため、参議院議員を辞職。佐藤の辞職に伴い実施された参議院福島県選挙区補欠選挙に民主党公認、国民新党推薦で出馬し、2年ぶりに国政に復帰した。2009年9月、鳩山由紀夫内閣で経済産業副大臣に任命され、菅直人内閣まで務める。2010年の第22回参議院議員通常選挙では、福島県選挙区（定数2）でトップ当選し再選されたが、得票数2位で当選した岩城光英（自由民主党）に2,682票差まで詰め寄られる辛勝であった。
2011年8月26日、菅直人首相が民主党代表辞任を正式に表明。菅の辞任に伴う代表選挙（8月29日投開票）では鹿野道彦の推薦人に名を連ねた。1回目の投票では代表が決まらず、増子は決選投票では野田佳彦に投票した。同年9月、参議院東日本大震災復興特別委員長に就任。
2012年12月、海江田万里民主党代表の下で副代表（原発・復興特命担当）に起用されるが、2014年4月、原子力協定承認案の参議院本会議における採決で、賛成する民主党の方針に反して投票を棄権したため、副代表を解任された。
2014年12月14日の第47回衆議院議員総選挙で民主党代表の海江田万里が落選。海江田の辞任に伴い2015年1月18日に行われた代表選挙では、長妻昭の推薦人に名を連ねた。
2016年3月27日、民主党と維新の党が合流して結成された民進党に参加した。7月の第24回参議院議員通常選挙において、野党統一候補として定数1に削減された福島県選挙区より立候補、現職法務大臣・岩城光英を下し当選した。
2017年7月27日、民進党代表の蓮舫が、同月の東京都議会議員選挙の結果を受けて辞任を表明。蓮舫の辞任に伴う代表選挙（9月1日投開票）では前原誠司の推薦人に名を連ねた。
同年10月27日、民進党代表の前原誠司が、同月の衆院選で党を分裂させる形で戦う原因をつくったことについて陳謝し、引責辞任を正式に表明。前原の辞任に伴う代表選挙（10月31日実施）では大塚耕平の推薦人に名を連ねた。同年11月、民進党幹事長に就任。
2018年5月7日、民進党と希望の党が合流して結成された国民民主党に参加し、党幹事長代行に就任した。
2019年7月25日、第25回参議院議員通常選挙で野党統一候補が落選した責任を取り、国民民主党福島県連代表を辞任する意向を示した。
2020年1月30日、参議院本会議での補正予算の採択において、予算案に令和元年東日本台風災害からの復旧・復興費が含まれていることを理由に党の方針に反して賛成票を投じ、造反した。党は2月5日の役員会で増子に対し一定期間の役職停止処分する予定であったが、直前に増子は自ら幹事長代行を辞任した。

### 新・国民民主党への不参加、自民党会派入り
同年8月19日、国民民主党は両院議員総会を開き、立憲民主党と合流し新党を結成する案を賛成多数で可決。このとき増子は採決の直前に退席し、SNSで「合流新党は国民民主の理念や政策と一致しない」と述べ、合流新党（後に新・立憲民主党として結成）に参加しない意向を表明した。8月21日に増子は記者会見を開き、「新しい政治勢力の結集を図る。新しい党をつくる選択もある」と述べ、合流新党や、玉木雄一郎ら合流不参加者が結成を目指す新党とは別の「第3の新党」の結成も視野に行動していく考えを示したが、最終的に断念。9月7日、玉木を中心とする新「国民民主党」に加わる国会議員の募集が締め切られ、増子が同党に入党届を提出したことが明らかとなった。新「国民民主党」は14人で船出する予定であったが、設立当日の9月11日に断続的に開かれた協議で玉木の代表就任が決まると、これを不服とし新党への参加を見送った。会派「国民民主党・新緑風会」にも参加せず、会派上も無所属となった。9月16日に行われた首相指名選挙では、自由民主党の菅義偉に投票した。
2020年10月21日、参議院自民党会派に入ることが明らかになり、増子は取材に「コロナ禍でスピード感をもった政策実現が求められる中、野党より与党的立場で議員活動した方がよいと判断した」と語った。これを受けて立憲民主党県連幹事長の亀岡義尚は「大義と構図を自らひっくり返し、一票を託した有権者を裏切る行為だ。政治不信を助長する禁じ手で、信じられない」と述べ、共産党県委員会委員長の町田和史も「4年前の合意確認書には『安倍政権の打倒をめざす』と記載されている。菅政権は安倍政権の継承を掲げているにもかかわらず県民を裏切るのであれば、議員を辞めるべきだ」と述べた。自民党福島県連においても、県連幹事長が「突然のことで驚きを禁じ得ない。県連としては反対だ」との談話を発表。県連内でも「会派入りも含め、入党もあり得ない」と冷ややかな反応となり、与野党両方から批判を浴びる結果となった。一方で福島県知事の内堀雅雄は「率直に驚いた。今後、自分自身で説明責任を果たされるものと思っている」と述べている。
これに対して、増子は11月16日に福島市で記者会見を開き、「（有権者を）裏切ったと思っていない」と述べ、政治理念は今後も変わらないと強調した他、会派入りの経緯について「大規模災害やコロナの時にはオールジャパン、与党という具体的な形を作った方がいい」と説明。現在の野党について、「政権に反対することが使命だという考えの方が主流だ」と不満を口にし、参院選で自身に投票した有権者へは「（支援団体などと結んだ）政策協定は何ら反故（ほご）にすることはない。真逆（まぎゃく）の政策に変わることはない」と述べた上で、自民党への入党には「明確に、今後もあり得ません」と否定した。一方、立憲民主党代表の枝野幸男は「政治家失格の行動だ。有権者、国民に明確にうそをついた裏切り者だ」と批判しており、2016年参院選で支援したふくしま県市民連合は「県民からの支援に対する背信行為」と激しく非難、また選挙時公約と違うとして議員辞職を求めた。

### 政界引退
2021年12月2日、未来構想会議理事長。2022年4月8日、同年7月に予定される第26回参議院議員通常選挙に無所属で福島県選挙区から立候補すると表明した。増子は自身が自民党会派に入会したことについて「選択には間違いなかった。有権者がどう判断するか、謙虚に受け止めたい」と述べたうえで選挙後の自民党への復党については否定。「近いうちに必ずまた野党再編が起きる。その時に与党でも野党でもない立場で政治を立て直したい」とも述べ、自民以外で推薦政党があれば受ける意向を示した。4月15日に自民党会派を離脱した。
しかしその後、同年5月6日に福島市内で記者会見し参議院選挙に立候補せず任期限りで政界から引退する意向を表明した。出馬しない理由として「世代交代を進めるために熟慮した結果、決断した。政権交代可能な健全な保守中道による二大政党制の実現を進めるための判断でもある」と述べた。立候補表明からわずか1か月での撤回について増子は「立候補を正式表明した段階では、精神的にも肉体的にも問題はないと考えていたが、その後さまざまな仲間と意見交換をする中で、肌感覚で『微妙だ』と感じた」と述べたが、河北新報は後援会の高齢化による影響力低下で無所属で立候補しても当選できる見込みが乏しかったことや、身を引く形で自民会派も追われたことで仮に再選しても国会での活動も八方塞がりだったと報じた。
これを受けて自民党県連幹事長の西山尚利は分からないとした上で、「増子氏はこれまでの経歴から、ある程度の保守票を持っている。その票をいかに自民の票に変えられるかがカギとなる」と述べた。立憲民主党県連副代表の亀岡義尚は「どんな構図になっても勝つことを想定してきた。（増子が掲げる2大政党制実現は）こちらにエールを送る理由にしてもらったのでは」と述べた。

## 政策・主張

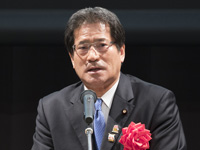
2015年1月15日、大分県別府市にて「地熱発電シンポジウム in 別府」に出席

### 原子力協定の採決で造反
2014年4月18日の参議院本会議で行われたトルコ、アラブ首長国連邦への原発輸出を可能にする原子力協定の承認案の採決で、賛成する党の方針に反して棄権した。同日、民主党参議院政策審議会長、東日本大震災復興特別委員会理事を解任され、同月22日には党副代表からも解任された。

### 放射性廃棄物の処理
2014年2月8日、福島第一原子力発電所事故に伴う除染で発生した廃棄物の最終処分場を、安倍晋三首相の地元である山口県に設置するよう求めた中間提言を党執行部に行ったが、党内から「稚拙だ」等の批判が相次いだため、党執行部が中間提言の見直しを決定した。

### 選択的夫婦別姓
選択的夫婦別姓制度に「賛成」。　「一人一人の考えを尊重していく。夫婦別姓や同性婚は容認できる。」としている。

### 予知能力等に対する肯定的立場
議員仲間と2時間程、予知夢による予知能力を持つと自称するブラジルの自称予知能力者ジュセリーノ・ダ・ルースの話を聞いたことを明かす。「結果に対して後付けで予知したようなレトリックを使わないので信憑性が高いそうである」と紹介し、「予知能力の優れた人物に直接話を聞く事は興味深くエキサイティングな体験である」と述べている。

### 受動喫煙問題
日本禁煙学会が2016年の参院選に先駆けて行った受動喫煙防止法についての公開アンケートにおいて、レストランやバーを含む一般市民が出入りする場所について、禁煙とすべきか分煙とすべきかについては未回答としているが、「受動喫煙防止法制度については、今後前向きに取り組んで参ります」と回答している。

## 人物・エピソード
- 大の甘党と知られ、1990年代からあんこ・和菓子好き（時々洋菓子も可）による「日本あんこ党」の総裁を務める。あんこ党には公称300人の党員がいるとされる[55][56]。

## 批判

### マルチ業者との関係
- 2005年12月から2007年12月まで、連鎖販売取引（マルチ商法）によるインターネット機器販売会社「ユナイテッド・パワー」（東京都新宿区）の監査役を務めた[57]。

### 女性差別発言
- 2019年7月の第25回参議院議員通常選挙では、水野さち子候補の応援演説に際して「ご覧の通り決して美人ではないが、非常にチャーミング」と発言し、女性の容姿に特化した表現で女性差別と批判された[58]。

## 所属団体・議員連盟
- パチンコ・チェーンストア協会（政治分野アドバイザー[59]）
- 終末期における本人意思の尊重を考える議員連盟（会長）[60]
- 有志議員による建設職人の安全・地位向上推進議員連盟（会長）
- 対中政策に関する国会議員連盟